# Mistrzostwa Świata w Lekkoatletyce 2009 – pchnięcie kulą mężczyzn
Pchnięcie kulą mężczyzn to jedna z konkurencji rozegranych podczas XII mistrzostw świata w lekkoatletyce.
Wymagane minimum A do udziału w mistrzostwach świata wynosiło 20,30 m, natomiast minimum B - 19,90 m.
Zarówno eliminacje jak i finał zaplanowano na 15 sierpnia 2009.

## Rekordy
W poniższej tabeli przedstawione są rekord świata, rekord mistrzostw świata, rekord Polski oraz rekordy poszczególnych kontynentów z dnia 12 sierpnia 2009 roku.
| Rekord świata                                  | Randy Barnes (USA)                 | 23,12 m | Los Angeles, Stany Zjednoczone | 20.05.1990 |
| Rekord mistrzostw świata                       | Werner Günthör (CHE)               | 22,23 m | Rzym, Włochy                   | 29.08.1987 |
| Listy światowe                                 | Tomasz Majewski (POL)              | 21,95 m | Sztokholm, Szwecja             | 30.07.2009 |
| Rekord Polski                                  | Tomasz Majewski (POL)              | 21,95 m | Sztokholm, Szwecja             | 30.07.2009 |
| Rekord Afryki                                  | Janus Robberts (RSA)               | 21,97 m | Eugene, Stany Zjednoczone      | 02.06.2001 |
| Rekord Ameryki Południowej                     | Marco Antonio Verni (CHL)          | 21,14 m | Santiago, Chile                | 29.07.2004 |
| Rekord Ameryki Północnej, Środkowej i Karaibów | Randy Barnes (USA)                 | 23,12 m | Los Angeles, Stany Zjednoczone | 20.05.1990 |
| Rekord Azji                                    | Sultan Abdulmajeed Al-Hebshi (KSA) | 21,13 m | Doha, Katar                    | 08.05.2009 |
| Rekord Europy                                  | Ulf Timmermann (GDR)               | 23,06 m | Chania, Grecja                 | 22.05.1988 |
| Rekord Australii i Oceanii                     | Scott Martin (AUS)                 | 21,26 m | Melbourne, Australia           | 21.02.2008 |

## Wyniki
| lp | Zawodnik           | Kraj                 | #1    | #2    | #3    | #4    | #5    | #6    | Wynik    |
| -- | ------------------ | -------------------- | ----- | ----- | ----- | ----- | ----- | ----- | -------- |
| 1  | Christian Cantwell | Stany Zjednoczone    | 21.54 | 20.72 | 21.03 | 21.21 | 22.03 | -     | 22.03 WL |
| 2  | Tomasz Majewski    | Polska               | 21.36 | 21.19 | 20.80 | 21.68 | 21.91 | 21.18 | 21.91    |
| 3  | Ralf Bartels       | Niemcy               | 20.35 | 20.18 | 21.37 | 20.80 | 20.94 | 21.20 | 21.37 PB |
| 4  | Reese Hoffa        | Stany Zjednoczone    | 21.02 | x     | 20.95 | 21.14 | 20.97 | 21.28 | 21.28    |
| 5  | Adam Nelson        | Stany Zjednoczone    | 21.11 | 20.93 | x     | x     | x     | x     | 21.11 SB |
| 6  | Pawieł Łyżyn       | Białoruś             | x     | 20.98 | x     | x     | x     | x     | 20.98 PB |
| 7  | Andrej Michniewicz | Białoruś             | 20.34 | 20.31 | 20.62 | 20.74 | 20.54 | x     | 20.74    |
| 8  | Miroslav Vodovnik  | Słowenia             | 19.60 | 19.50 | 20.50 | x     | 19.82 | 20.14 | 20.50 SB |
| 9  | Hamza Alić         | Bośnia i Hercegowina | 20.00 | x     | 19.80 | -     | -     | -     | 20.00    |
| 10 | Pawieł Sofjin      | Rosja                | 19.89 | 19.69 | 19.85 | -     | -     | -     | 19.89    |
| 11 | Carl Myerscough    | Wielka Brytania      | 18.42 | x     | x     | -     | -     | -     | 18.42    |
| -  | Peter Sack         | Niemcy               | x     | x     | x     | -     | -     | -     | NM       |

WL - najlepszy wynik na świecie w tym sezonie; PB - rekord życiowy; SB - najlepszy wynik w sezonie; NM - brak zaliczonej odległości